# Vakhtang Chanturishvili
Vakhtang Chanturishvili (in georgiano ვახტანგ ჭანტურიშვილი?; 5 agosto 1993) è un calciatore georgiano, attaccante dello Jablonec.

## Palmarès

### Club

#### Competizioni nazionali
- Supercoppa di Georgia: 2

Zest'aponi: 2012
Dinamo Tbilisi: 2015
- Coppa di Georgia: 1

Dinamo Tbilisi: 2015-2016
- Campionato georgiano: 1

Dinamo Tbilisi: 2015-2016
- Campionato slovacco: 1

Spartak Trnava: 2017-2018
- Coppa di Slovacchia: 1

Spartak Trnava: 2018-2019